# Ускембаев, Чинжарбек
Чинжарбе́к Ускемба́ев (1895, аул № 8, Каркаралинский уезд, Семипалатинская область, Российская империя — 1959, Джамбулская область, Казахская ССР) — старший чабан колхоза «Кзыл-отау» Коктерекского района Джамбулской области, Казахская ССР. Герой Социалистического Труда (1949).

## Биография
Происходит из рода Шымыр племени дулат.
Родился в 1895 году в крестьянской семье в одном из сельских населённых Каркаралинского уезда. С раннего возраста трудился в сельском хозяйстве. Во время коллективизации в 1932 году вступил в колхоз «Кзыл-отау» Коктерекского района. Ежегодно показывал высокие трудовые результаты в овцеводстве. За выдающиеся трудовые достижения по итогам работы в 1946 году награждён Орденом Ленина.
На начало 1948 года содержал 407 овцематок. По итогам этого года вырастил в среднем по 113 ягнят от каждой сотни овцематок и получил 98 % смушек первого сорта. Указом Президиума Верховного Совета СССР от 12 июля 1949 года удостоен звания Героя Социалистического Труда за «получение высокой продуктивности животноводства в 1948 году» с вручением ордена Ленина и золотой медали «Серп и Молот» (№ 4120).
Этим же указом званием Героя Социалистического Труда были награждены заведующий колхозной фермой Керим Шалабаев и чабан Копбай Токбаев.
В последующие годы продолжал показывать высокие результаты. В 1956 году вырастил в среднем по 150 ягнят от каждой сотни овцематок, в 1,5 раза перевыполнил план по настригу шерсти и получил 86 % смушек первого сорта. В этом же году занял второе место в социалистическом соревновании среди чабанов Казахской ССР. В 1957 году вырастил в среднем по 152 ягнёнка от каждой сотни овцематок.
Неоднократно участвовал во Всесоюзной выставке ВСХВ.
Умер в 1959 году.
Память
Его именем названа улица в ауле Кушаман Мойынкумского района.
Награды
- Герой Социалистического Труда
- Орден Ленина — дважды (09.04.1947; 1949)
- Орден Трудового Красного Знамени — дважды (15.09.1948; 29.03.1958)
- Заслуженный мастер социалистического животноводства Казахской ССР (23.07.1957)